# Lior Eliyahu
Lior Eliyahu (Ramat Gan, 9. rujna 1985.) izraelski je profesionalni košarkaš. Igra na poziciji krilnog centra, a trenutačno je član španjolskog kluba Caja Laboral. Izabran je u 2. krugu (44. ukupno) NBA drafta 2006. od strane Orlando Magica. Prava na njega posjeduju Houston Rocketsi. 

## Karijera
Karijeru je započeo u omladinskom pogonu izraelskog kluba Maccabi Ironi Ramat Gan. Međutim, već sljedeće sezone napušta klub i pod vodstvom trenera Galil Elyona Odeda Katasha, napravio je velike pomake u svojoj igri. Nakon završetka sezone 2005./06., unatoč kritikama tadašnjeg trenera Ramat Gana Hanocha Mintza, Eliyahu se prijavio na draft. Zajedno je s Yotamom Halperinom u pred-draft kampu u Trevisu svojim igrama impresionirao NBA klubove. Na kraju je izabran kao 44. izbor NBA drafta 2006. od strane Orlando Magica. Poslije je Orlando mijenjao prava na njega u Houston Rocketse u zamjenu za novčanu naknadu. Istog ljeta zamijenio je klub i postao članom izraelskog prvaka Maccabija. 
Tijekom euroligaške sezone 2006./07. u prosjeku je postizao 10.8 poena po utakmici. U prosincu je nakon sjajnih igara bio najzaslužniji zašto je Maccabi osigurao Top 16 Eurolige. Tijekom tog mjeseca u tri utakmice Eurolige postizao je double-double i svoju momčad odveo do tri uzastopne pobjede protiv Cibone, Avellina i Le Mansa. Sve to donijelo mu je naslov najkorisnijeg igrača mjeseca prosinca u Euroligi. Najbolju utakmicu odigrao je protiv Cibone kojoj je utrpao 24 koša uz 17 skokova i 6 asistencija što mu je donijelo valorizaciju 42. Na toj utakmici srušio je svoje osobne rekorde u svim tim statističkim kategorijama. Ukupno je u Euroligi postizao prosječno 14 poena uz 6.6 skokova i 2.7 asistencija. 26. lipnja 2009. potpisao je trogodišnji ugovor sa španjolskom TAU Cerámicom, danas Cajom Laboral.

## Vanjske poveznice
- Profil na NBA.com
- Profil na Euroleague.net